# Eucairita
L'eucairita és un mineral de la classe dels sulfurs. Rep el seu nom del grec ευκαιρία, oportunitat, ja que es va trobar per primera vegada poc després de la descripció de seleni. Fou descoberta a la mina de coure Skrikerum, Småland, Suècia, i descrita per Jöns Jacob Berzelius el 1818. També és coneguda com a berzelinita, que no s'ha de confondre amb la berzelianita, un altre selenur.

## Característiques
Químicament és un selenur de coure (I) i d'argent de fórmula AgCuSe, composta de coure, argent i seleni. És d'un color variat que va del blanc al taronja passant pel groc. La seva duresa és de 2,5 a l'escala de Mohs i la seva densitat oscil·la de 7,6 a 7,8 g/cm³. Cristal·litza en el sistema ortoròmbic.
Segons la classificació de Nickel-Strunz, l'eucairita pertany a «02.BA: sulfurs metàl·lics amb proporció M:S > 1:1 (principalment 2:1) amb coure, plata i/o or» juntament amb els següents minerals: calcocita, djurleita, geerita, roxbyita, anilita, digenita, bornita, bellidoita, berzelianita, athabascaïta, umangita, rickardita, weissita, acantita, mckinstryita, stromeyerita, jalpaïta, selenojalpaïta, aguilarita, naumannita, cervel·leïta, hessita, chenguodaita, henryita, stützita, argirodita, canfieldita, putzita, fischesserita, penzhinita, petrovskaïta, petzita, uytenbogaardtita, bezsmertnovita, bilibinskita i bogdanovita.

## Formació
Àmpliament distribuïda en dipòsits de seleni d'origen hidrotermal; localment abundant amb altres selenurs. Es troba associada a berzelianita, weissita, crookesita, clausthalita, umangita, klockmannita, tiemannita, calcomenita, malaquita i calcita.